# الاشتباكات الجوية في حرب الخليج الثانية
في الأيام الأولى من حرب الخليج الثانية، وقعت العديد من الاشتباكات الجوية بين القوات الجوية العراقية من جهة والقوات الجوية الملكية السعودية، والقوات الجوية الأمريكية، والقوات الجوية الملكية البريطانية من جهة.

## الإشتباكات الجوية

### 17 يناير 1991
- طائرتين من نوع إف-15 إيغل تابعة للقوات الجوية الأمريكية  تدمر طائرتين من نوع ميكويان ميج-29 تابعة للقوات الجوية العراقية.[2]
- طائرة من نوع إف-15 إيغل تابعة للقوات الجوية الأمريكية تدمر 3 طائرات من نوع داسو ميراج إف1 تابعة للقوات الجوية العراقية، بصاروخ إيه آي إم-7 سبارو.[2]
- طائرة ميج-25 تابعة للقوات الجوية العراقية تدمر طائرة من نوع إف/إيه-18 هورنت تابعة للقوات الجوية الأمريكية بصاروخ أر-40.[2]
- طائرتين من نوع إف/إيه-18 هورنت تابعة للقوات الجوية الأمريكية  تدمر طائرتين من نوع ميكويان-غوريفيتش ميغ-21 تابعة للقوات الجوية العراقية بصواريخ إيه آي إم-9 سايدويندر، وإيه آي إم-7 سبارو.[2]
- طائرة ميكويان ميج-29 تابعة للقوات الجوية العراقية تصطدم في الأرض عند محاولتها للإشتباك مع طائرة من نوع إف-15 إي سترايك إيغل تابعة للقوات الجوية الأمريكية.[2]
- طائرة من نوع أي إف-111 تابعة للقوات الجوية الأمريكية  تدمر طائرة من نوع داسو ميراج إف1 تابعة للقوات الجوية العراقية.[3]
- طائرتين ميج-25 تابعة للقوات الجوية العراقية تشتبك مع سرب طائرات من نوع إف-15 إي سترايك إيغل تابعة للقوات الجوية الأمريكية، وأنتهى الإشتباك من دون حوادث.[2]
- طائرة ميج-23 تابعة للقوات الجوية العراقية تفشل في إسقاط  طائرة من نوع إف-111 آردفارك تابعة للقوات الجوية الأمريكية.[4]
- طائرة ميج-29 تابعة للقوات الجوية العراقية تفشل في إسقاط  طائرة من نوع إف-111 آردفارك وتتسبب في إضرار طائرة بي-52 ستراتوفورتريس تابعة للقوات الجوية الأمريكية.[4]

### 19 يناير 1991
- طائرتين إف-15 إيغل تابعة للقوات الجوية الأمريكية تدمر طائرتين من نوع ميج-25 تابعة للقوات الجوية العراقية بصواريخ إيه آي إم-7 سبارو.[2][3]
- طائرة ميج-29 تابعة للقوات الجوية العراقية تدمر طائرة من نوع تورنادو تابعة للقوات الجوية الملكية البريطانية.[5][6][7]
- طائرتين إف-15 إيغل تابعة للقوات الجوية الأمريكية تدمر طائرتين من نوع داسو ميراج إف1 تابعة للقوات الجوية العراقية بصواريخ إيه آي إم-7 سبارو.[2]

### 24 يناير 1991
- حاولت مقاتلات القوات الجوية العراقية طراز داسو ميراج إف1، مزودة بصواريخ كروز باختراق الأجواء السعودية من الجهة الشمالية الشرقية على ارتفاع منخفض و على طول الساحل فيما يبدو أنه مهمة هجومية ضد القوات البحرية المتحالفة في مياه الخليج. فقامت طائرتين مقاتلتين من طراز F-15C التابعة للقوات الجوية الملكية السعودية باعتراض تلك الطائرات و قام النقيب عايض الشمراني بإسقاط اثنتين من هذه الطائرات باستخدام صواريخ إيه آي إم-9 القصيرة المدى الموجهة بالحرارة.[2][8][9]

### 26 يناير 1991
- 4 طائرات إف-15 إيغل تابعة للقوات الجوية الأمريكية تدمر 3 طائرات من نوع ميغ-23 تابعة للقوات الجوية العراقية بصواريخ إيه آي إم-7 سبارو.[2][3]

### 27 يناير 1991
- طائرتين إف-15 إيغل تابعة للقوات الجوية الأمريكية تدمر 3 طائرات من نوع ميغ-23 وطائرة داسو ميراج إف1 تابعة للقوات الجوية العراقية بصواريخ إيه آي إم-7 سبارو، وإيه آي إم-9 سايدويندر.[2]

### 29 يناير 1991
- طائرة إف-15 إيغل تابعة للقوات الجوية الأمريكية تدمر طائرة من نوع ميغ-23 تابعة للقوات الجوية العراقية بصاروخ إيه آي إم-7 سبارو.[2]

### 2 فبراير 1991
- طائرة إف-15 إيغل تابعة للقوات الجوية الأمريكية تدمر طائرة نقل من نوع إليوشن إي أل-76 تابعة للقوات الجوية العراقية.[2]

### 6 فبراير 1991
- طائرة إف-15 إيغل تابعة للقوات الجوية الأمريكية تدمر طائرتين من نوع ميغ-21 تابعة للقوات الجوية العراقية بصاروخ إيه آي إم-7 سبارو.[2]
- طائرة إف-15 إيغل تابعة للقوات الجوية الأمريكية تدمر طائرتين من نوع سوخوي سو-25 تابعة للقوات الجوية العراقية بصاروخ إيه آي إم-9 سايدويندر.[2]
- طائرة إيه-10 ثاندر بولت الثانية تابعة للقوات الجوية الأمريكية تدمر مروحية تابعة للقوات الجوية العراقية.[2][10]

### 7 فبراير 1991
- طائرة إف-14 توم كات تابعة للقوات الجوية الأمريكية تدمر طائرتين من نوع سوخوي سو-17 وطائرة من نوع سوخوي سو-7 تابعة للقوات الجوية العراقية بصاروخ إيه آي إم-9 سايدويندر.[2]
- طائرة إف-15 إيغل تابعة للقوات الجوية الأمريكية تدمر مروحية من نوع ميل مي-8 تابعة للقوات الجوية العراقية بصاروخ إيه آي إم-7 سبارو.[2]
- طائرة إف-15 إيغل تابعة للقوات الجوية الأمريكية تدمر مروحية من نوع ميل مي-24 تابعة للقوات الجوية العراقية بصاروخ إيه آي إم-9 سايدويندر.[2]

### 11 فبراير 1991
- طائرتين إف-15 إيغل تابعة للقوات الجوية الأمريكية تدمر مروحيتين من نوع مجهول تابعة للقوات الجوية العراقية بصاروخ إيه آي إم-7 سبارو.[2]

### 14 فبراير 1991
- طائرة إف-15 إي سترايك إيغل تابعة للقوات الجوية الأمريكية تقصف مروحية من نوع إم دي 500 على الأرض تابعة للقوات الجوية العراقية.[2]

### 15 فبراير 1991
- طائرة إيه-10 ثاندر بولت الثانية تابعة للقوات الجوية الأمريكية تدمر مروحية من نوع ميل مي-8 تابعة للقوات الجوية العراقية.[2]